# Salmo 33

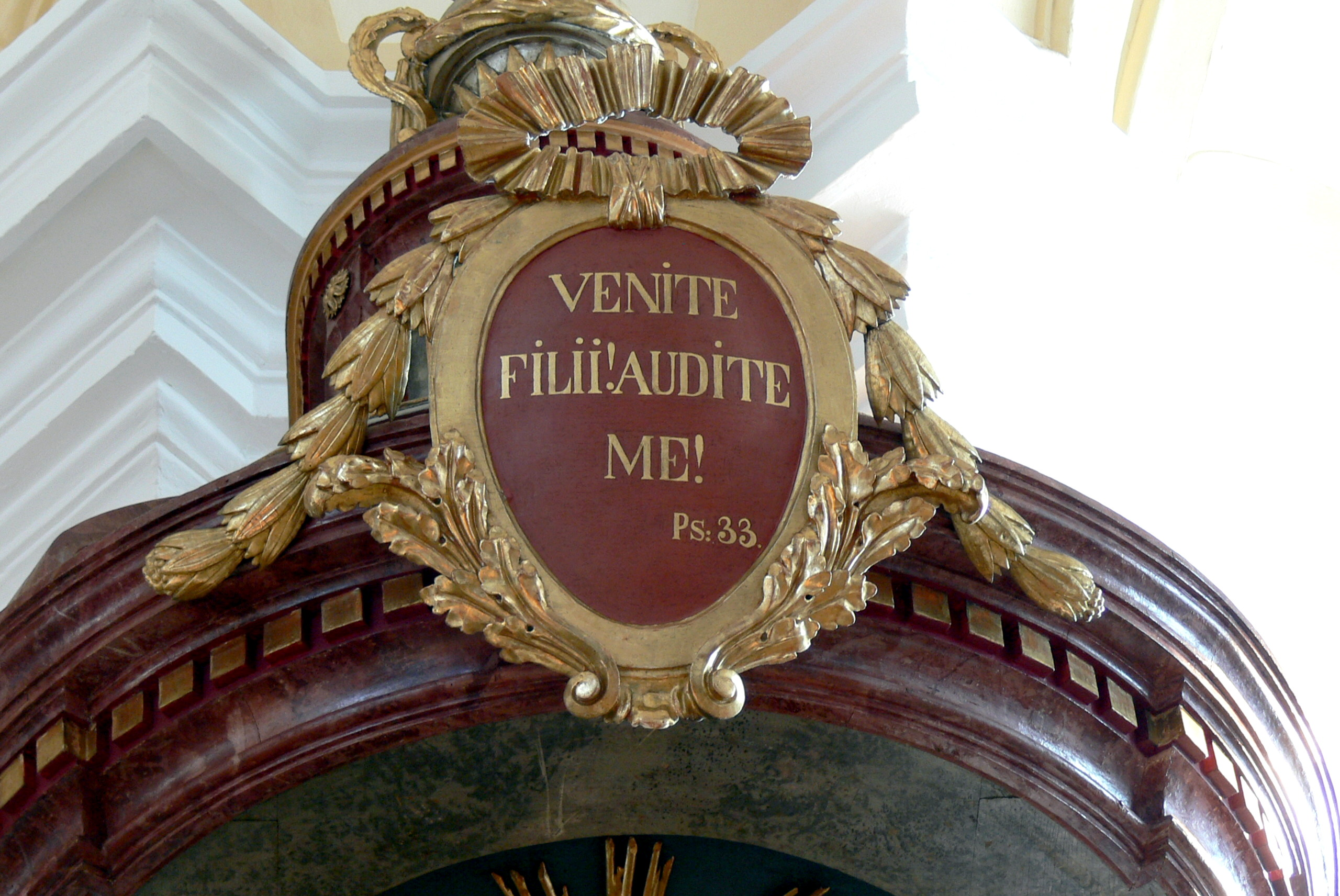
Pulpito neoclassico in Austria con un versetto del salmo 33.

Il salmo 33 (32 secondo la numerazione greca) costituisce il trentatreesimo capitolo del Libro dei salmi.
È un canto di lode, tradizionalmente attribuito al re Davide. È utilizzato dalla Chiesa cattolica nella liturgia delle ore.